# Peleas de Abajo
Peleas de Abajo è un comune spagnolo di 272 abitanti situato nella comunità autonoma di Castiglia e León.